# Мегакл (сын Гиппократа)
Мегакл (др.-греч. Μεγακλῆς) — афинский политический деятель первой половины V века до н. э.

## Биография
Сын Гиппократа, племянник Клисфена, брат Агаристы, жены Ксантиппа и матери Перикла.
В просопографической и генеалогической литературе для удобства обычно именуется Мегаклом (IV).
По-видимому, матерью Мегакла была дочь тирана Гиппия, на которой его отец женился после возвращения из изгнания (после 527 до н. э.)
Возможно, в начале V века до н. э. Мегакл был главой рода Алкмеонидов. Также он был одним из лидеров политической группировки, возглавляемой его зятем Ксантиппом.
Подробности его политической деятельности неизвестны, но в 486 до н. э. Мегакл был изгнан из Афин посредством остракизма. Он был вторым, после Гиппарха, политиком, ставшим жертвой остракофории, и его изгнание стало первым ударом Фемистокла по группировкам его противников — Алкмеонидов и Кериков. Среди прочего, граждане, судя по надписям на остраконах, обвиняли Мегакла в распутстве и корыстолюбии.
Вероятно, Мегакл удалился в Дельфы, где в том же году его квадрига одержала победу на Пифийских играх. Друг и гостеприимец Мегакла Пиндар посвятил этому успеху Седьмую Пифийскую оду («Афины»).
В этом произведении Пиндар упоминает постройку Алкмеонидами храма Аполлона в Дельфах, победы этого рода в панэллинских состязаниях и недавний остракизм заказчика.
В 480 до н. э., в связи с нашествием Ксеркса, Мегакл, как и другие жертвы остракизма, был амнистирован. Впоследствии Лисий в обвинительной речи против Алкивиада Младшего упомянул о том, что Мегакла изгоняли дважды. То же самое сообщает Псевдо-Андокид. После того, как в 1960-х годах была обнаружена древняя свалка, на которой нашли примерно 7 тысяч остраконов, из которых на 4500 было нацарапано имя Мегакла, некоторые исследователи выдвинули предположение, что он мог подвергнуться вторичному остракизму в конце 470-х годов до н. э. Большинство специалистов считает эту версию недостаточно обоснованной, а сообщение Лисия и Псевдо-Андокида может относиться к событиям 507 до н. э., когда Алкмеониды были изгнаны Клеоменом.

## Семья
Мегакл был женат на своей двоюродной сестре Кесире, дочери Клисфена, известной своим роскошным образом жизни.
Предположительно, его дочь была женой Гиппоника, от которого родила сына Каллия, а в 450-х годах до н. э. вышла вторым браком за своего двоюродного брата Перикла, которому родила Ксантиппа и Парала.
Другая дочь Мегакла, Диномаха, была выдана за Клиния, политического союзника Перикла, и стала матерью Алкивиада.
Сыном Мегакла и Кесиры считается Мегакл (V), олимпионик 436 до н. э.
Возможно, сыном Мегакла был Евриптолем, упомянутый Плутархом.